# Oncideres digna
Oncideres digna är en skalbaggsart som beskrevs av Bates 1865. Oncideres digna ingår i släktet Oncideres och familjen långhorningar.
Artens utbredningsområde är Panama. Inga underarter finns listade i Catalogue of Life.